# Travis Walton
Travis Walton (Snowflake, 10 febbraio 1953) è uno statunitense presunta vittima di un ipotetico rapimento alieno.
Egli sostiene di essere stato rapito da un UFO il 5 novembre del 1975, mentre era al lavoro come falegname con dei colleghi nella Apache Sitgreaves National Forest in Arizona. Walton scompare, per poi riapparire dopo cinque giorni di intense ricerche, durante i quali vennero incriminati per presunto omicidio i suoi colleghi falegnami provenienti dal villaggio di Snowflake.
Il caso ha ricevuto una notevole pubblicità e rimane uno dei più noti casi di presunta alien abduction. Lo storico del fenomeno UFO Jerome Clark riporta come «pochi rapimenti hanno generato così tante polemiche come il caso Walton». Questo è uno dei pochissimi casi di rapimento alieno con testimoni oculari concordanti e uno dei casi di rapimento dove il tempo passato insieme agli alieni gioca un ruolo di secondo piano.
I ricercatori di UFO Jenny Randles e Peter Houghe scrissero che «né prima né mai è cominciata una storia di rapimento» nel modo riferito da Walton e dai suoi collaboratori. Inoltre il caso Walton è singolare perché «la vittima sparì per giorni con squadre di polizia alla sua ricerca [...] questo è un incontro ravvicinato del IV tipo (CE4) anomalo [...] che va controcorrente, tanto che preoccupa alcuni ricercatori, altri lo difendono strenuamente».

## Cronologia degli eventi

### Scenario

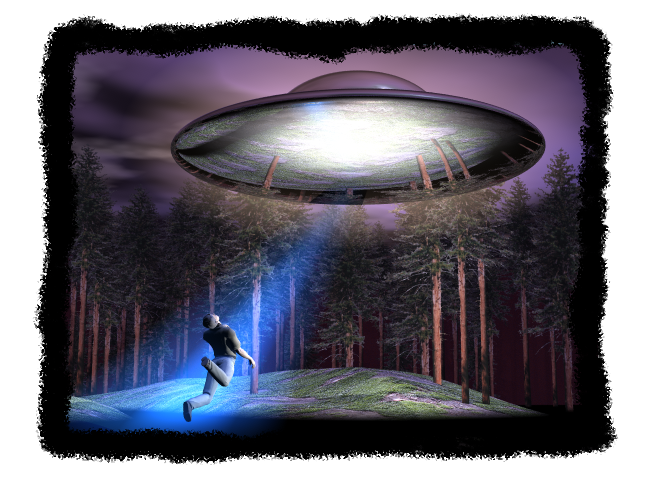
Disegno raffigurante la (presunta) vicenda di Walton

Il caso comincia mercoledì 5 novembre 1975. Walton era alle dipendenze di Mike Rogers, che aveva da nove anni un contratto con la United States Forest Service per vari lavori. Rogers e Walton erano molto legati; Travis frequentava la sorella di Rogers, Dana, che avrebbe sposato di lì a poco. Gli altri uomini del gruppo erano Ken Peterson, John Goulette, Steve Pierce, Allen Dallis e Dwayne Smith; vivevano tutti nella piccola cittadina di Snowflake, Arizona.
Rogers era stato assunto per sfoltire il bosco e accatastare i tronchi di una vasta area (più di 1 200 acri, circa 5 km²) vicino a Turkey Springs, nella contea di Navajo, Arizona. Il lavoro era il più remunerativo che Rogers avesse ricevuto dal servizio forestale, ma il gruppo era in ritardo con il programma. Come risultato, allungarono i turni di lavoro per adempiere al contratto; in genere gli operai lavoravano dalle 6 del mattino fino al tramonto.

### Scoperta nel bosco
La sera del 5 novembre, poco dopo le 18:00, Rogers e il suo gruppo, finito il loro lavoro, salgono sul camion di Rogers per il viaggio di ritorno a Snowflake.
Il gruppo riferisce che dopo poco iniziarono a vedere una potente luce attraverso gli alberi, che poi scoprirono essere generata da un disco di metallo con una cupola. Questa emetteva bagliori giallastri, misurava circa 5 m di larghezza e 3 m di altezza e sembrava levitare a pochi metri dalla strada.
Rogers si fermò ad una trentina di metri dall'oggetto; a questo punto Walton saltò giù dal camion e corse verso il disco. Gli altri uomini affermano di aver detto a Walton di tornare indietro, ma egli continuava ad avvicinarsi al disco. Quando fu vicino all'oggetto, secondo uno degli uomini sul camion il disco cominciò a fare un rumore simile ad una turbina molto forte. Il disco poi cominciò ad oscillare da un lato all'altro, e Walton cominciò a camminare con cautela allontanandosi dall'oggetto.
Jerome Clark scrisse che, appena dopo che Walton si era allontanato dal disco, gli altri insistettero nel dire che un fascio di luce blu-verde emanata dal disco «colpì Travis». Clark continua scrivendo che Travis «sollevò un piede in aria, le braccia e le gambe distese, si tirò indietro per circa 10 metri, per tutto il tempo catturato nel bagliore della luce. La sua spalla destra toccò terra, e il suo corpo si distese mollemente sul terreno».
Rogers più tardi si è detto convinto che Walton fosse morto, così guidò molto velocemente sulla strada sterrata, per paura che il disco stesse inseguendo il camion. Dopo circa quattrocento metri, il camion sbandò fuori strada e Rogers si fermò. Dopo qualche discussione, il gruppo decise di tornare al sito e di trovare Walton. Il disco era sparito e i colleghi dissero di aver cercato Walton per mezz'ora, senza trovarne traccia.

### Le ricerche
Circa alle 19:30, Peterson chiama la polizia da Heber, vicino a Snowflake. Il vice sceriffo Chuck Ellison rispose al telefono; Peterson inizialmente disse solo che uno dei suoi colleghi si era perso. Ellison incontrò quindi il gruppo al centro commerciale. Gli raccontarono la storia — tutti gli uomini erano sconvolti, due di loro in lacrime — e anche se era un po'  scettico riguardo al racconto, Ellison avrebbe poi dichiarato «che se stavano mentendo, erano terribilmente bravi a farlo».
Ellison notificò al suo superiore — lo sceriffo Marlin Gillespie — che disse a Ellison di trattenere gli uomini a Heber fino al suo arrivo con l'ufficiale Ken Coplan per interrogarli. In meno di un'ora arrivarono Gillespie e Coplan, quindi ascoltarono la storia. Rogers insistette sul fatto di tornare immediatamente sulla scena per cercare Walton, con i cani, se possibile. Non c'erano cani disponibili, ma la polizia e alcuni uomini tornarono sulla scena. Smith, Pierce e Goulette erano troppo sconvolti per essere d'aiuto nella ricerca, così decisero di tornare a Snowflake e raccontare la brutta notizia a parenti e amici.
Tornati sulla scena, i rinforzi di polizia divennero sospettosi sulla storia raccontata dal gruppo, principalmente a causa della mancanza di prove fisiche che provassero l'accaduto. Anche se più poliziotti e volontari arrivarono per le ricerche nella zona, non trovarono nessuna traccia di Walton. Le notti invernali possono essere abbastanza fredde in montagna e Walton indossava solo dei jeans, una giacca e una camicia; la polizia era preoccupata che Walton cadesse vittima di ipotermia nel caso si fosse perso.
Rogers e lo sceriffo Coplan andarono dalla madre di Travis, Mary Walton Kellett, per raccontarle l'accaduto, lei viveva in un piccolo ranch a Bear Creek, a circa 16 km da Snowflake. Rogers le raccontò l'accaduto e lei gli chiese di ripetere. Chiese quindi, con calma, se qualcuno diverso dalla polizia e dai testimoni oculari avesse sentito la storia. Coplan pensò che la sua richiesta fosse strana; questo fattore ha contribuito al crescente sospetto tra le forze di polizia che qualcosa di diverso da un UFO fosse responsabile della sparizione di Walton. D'altro canto, Clark notò che la Kellett era nota come persona generalmente cauta e aveva inoltre allevato sei figli in gran parte da sola in circostanze precarie, che «da tempo le avevano insegnato a non cadere a pezzi di fronte alle crisi o alle tragedie. Eppure nei giorni a venire, come sopraffatta dagli eventi, avrebbe mostrato emozioni prima di amici, conoscenti e sconosciuti — un fatto che sarebbe stato menzionato nei trattamenti di debunking dell'episodio Walton».
Circa alle 3:00 del mattino, Kellet telefonò a Duane Walton, il suo secondogenito. Egli lasciò velocemente casa sua a Glendale e andò a Snowflake.
Dalla mattina del 6 novembre, molti ufficiali e volontari avevano cominciato le ricerche intorno alla zona dove si era perso Travis. Non si scoprì nessuna traccia, ed i sospetti della polizia erano sempre più orientati al fatto che il racconto dell'UFO era stato architettato per coprire un incidente o un omicidio. Sabato mattina, Rogers e Duane Walton arrivarono nell'ufficio dello sceriffo Gillespie "fortemente adirati" poiché erano ritornati sulla scena della scomparsa e non avevano trovato nessuno. Dal pomeriggio di quel giorno, la polizia cominciò a cercare Travis con gli elicotteri, gli ufficiali a cavallo e le Jeep.

## Pubblicità
Inoltre, da sabato, il caso di sparizione di Walton era diventato internazionale. I reporter, gli ufologi e i curiosi cominciarono ad arrivare a Snowflake. Tra i visitatori c'era Fred Sylvanus, un investigatore di UFO di Phoenix, che intervistò Rogers e Duane Walton sabato 8 novembre. Mentre ripetutamente esprimevano preoccupazione per il benessere di Travis (e criticavano la polizia per il poco impegno dimostrato).
Nell'intervista concessa a Sylvanus, Rogers affermò che, a causa della sparizione di Travis e delle conseguenti ricerche, egli non sarebbe stato in grado di portare a termine il contratto che aveva con la forestale, e sperava che le ricerche del suo amico scomparso avrebbero mitigato le conseguenze. Duane Walton disse che lui e Travis erano interessati agli UFO, e qualcosa come dodici anni prima, Duane aveva visto un UFO simile a quello descritto da Rogers. Duane raccontò che sia lui che Travis avevano deciso che si sarebbero avvicinati il più possibile ad un UFO nel caso in cui ne avessero avuto la possibilità. Duane disse anche che Travis non sarebbe stato ferito dagli alieni, perché «loro non arrecano danno alle persone». Anche se non ne avevano intenzione, Rogers e Duane Walton, con le loro dichiarazioni, avevano fornito «le basi per un'interpretazione alternativa del caso». Tempo dopo, Travis dichiarò che non aveva mai avuto una "passione" per gli UFO, anche dopo il suo presunto rapimento, ma il nastro con le parole di suo fratello Duane, registrato mentre Travis era ancora assente, fa pensare il contrario.
Poco dopo l'intervista di Sylvanus, il Marshal Sanford Flake annunciò che l'intera faccenda era stato uno scherzo architettato da Duane e Travis. Avevano imbrogliato i falegnami accendendo un palloncino e «rilasciandolo nel momento opportuno». La moglie di Flake non fu d'accordo, suggerendo che la storia di suo marito era «impensabile come quella di Duane Walton».
Nel frattempo, gli ufficiali di polizia fecero ripetute visite in casa della signora Kellett; Duane una volta tornò a casa e la trovò in lacrime dopo che l'avevano interrogata nel suo salotto. Duane chiese alla polizia di lasciare la casa se non avevano niente di nuovo da dire o da chiedere. Duane suggerì alla madre di parlare con la polizia solo sotto il portico, cosa che le avrebbe permesso di concludere l'interrogatorio in qualsiasi momento volesse, scegliendo semplicemente di andare dentro. Fece esattamente così quando il maresciallo Flake arrivò per portare un messaggio, cosa che, come Clark nota, ha contribuito all'idea tra gli scettici che Kellett aveva «qualcosa da nascondere, o qualcuno».
Duane parlò anche con William H. Spaulding del Ground Saucer Watch. Spaulding suggerì che, se Travis fosse tornato, il GSW avrebbe pagato un medico di fiducia per visitarlo in privato. Spaulding suggerì anche che, se Travis fosse tornato, si sarebbe dovuta recuperare la sua prima urina, in modo da poterla analizzare.

## Poligrafo
Lunedì 10 novembre, tutti i membri del gruppo vennero sottoposti alla macchina della verità da Cy Gilson, un impiegato del Dipartimento di Pubblica Sicurezza dell'Arizona. Chiese se gli uomini causarono danni a Travis (o se conoscevano qualcuno che glieli avesse causati), se conoscevano il posto in cui si trovava il corpo di Travis e se dicevano la verità riguardo all'UFO. Tutti gli uomini negarono di aver fatto del male a Travis (o di conoscere qualcuno che gliene avesse fatto), negarono di sapere dove fosse il corpo e insistettero nel dire di aver visto un UFO.
Eccetto Dallis (che non completò il suo esame, che quindi venne invalidato), Gilson concluse che tutti gli uomini dicevano la verità e che i risultati dell'esame erano validi. Clark cita il report ufficiale di Gilson: «Questi test provano che i cinque uomini hanno visto un oggetto che credono essere un UFO, e che Travis Walton non è stato aggredito o ucciso da nessuno di loro quel giovedì». Se l'UFO era un trucco, pensò Gilson «i cinque uomini non sapevano dello scherzo».
Dallis successivamente ammetterà di aver nascosto i propri precedenti penali per ottenere il suo lavoro con Rogers, e per timore che tale omissione venisse scoperta aveva abbandonato il test della macchina della verità.
A seguito di questi test, lo sceriffo Gillespie annunciò che, fatta eccezione per la storia dell'UFO, «Non c'erano dubbi che dicessero la verità».
Flake non era convinto; una volta si presentò in casa della Kellett con una troupe televisiva, sperando di scoprire lì il nascondiglio di Travis.

## Il ritorno di Walton
L'11 novembre, poco dopo la mezzanotte, Grant Neff riferì di aver risposto al telefono della sua casa a Taylor, Arizona, che si trova a poche miglia da Snowflake (Grant era sposato con la sorella di Travis, Alison). Il chiamante parlò con voce debole: «Qui è Travis. Sono in una cabina telefonica alla stazione di benzina di Heber, e ho bisogno di aiuto. Venite a prendermi». Inizialmente, Neff pensò che si trattasse di uno scherzo ma prima che potesse riagganciare il telefono, il chiamante parlò di nuovo, quasi isterico e gridando disse: «Sono io, Grant... sto male, e ho bisogno di aiuto! Vieni a prendermi». Neff riconsiderò l'identità del chiamante. Il suo panico sembrava vero, così Neff e Duane Walton decisero di andare a quel distributore di benzina. Hanno riferito di aver trovato Travis lì: era crollato nella seconda delle tre cabine telefoniche. Indossava gli stessi vestiti di quando era sparito (ancora insufficienti, la temperatura era di circa 20 °C) e sembrava più magro e di non essersi rasato per tutto il tempo nel quale era stato assente.
Durante il viaggio di ritorno a Snowflake, Travis sembrava spaventato, agitato, ansioso e più volte borbottò circa esseri con occhi terrificanti. Pensava di essere stato assente solo per poche ore, e quando seppe di essere sparito da poco più di cinque giorni, sembrò stordito e smise di parlare. Duane Walton ha detto di aver deciso di non rivelare il ritorno Travis immediatamente, perché era preoccupato per suo fratello, che apparentemente sembrava fragile. Non avendolo comunicato alle autorità, però, Duane si trovò ad affrontare accuse di complicità nell'insabbiamento delle prove che lui o Travis avrebbero voluto nascondere alla polizia. Travis riferì che a casa di sua madre fece un bagno e cercò di mangiare, ma non vi riuscì, anzi, vomitava anche dopo aver assunto cibi leggeri. Come aveva suggerito Spaulding, Duane disse a Travis di conservare un campione della sua prima urina dopo il ritorno. A seguito della soffiata di un dipendente della compagnia telefonica circa alle 2:30, la polizia scoprì che qualcuno aveva chiamato la famiglia di Neff da un telefono a gettoni dal distributore di benzina di Heber. Gillespie inviò due uomini a rilevare le impronte digitali dalle cabine, ma nessuna delle impronte fu riconosciuta come di Travis. Questo fatto sarebbe stato usato dagli scettici che ritenevano l'intera vicenda una bufala, mentre i sostenitori sostengono che un esame delle impronte digitali effettuato al buio, nelle prime ore del mattino da due sceriffi armati di torce elettriche non era certo l'ideale e non era esaustivo.

## Gli "esami" medici
Duane si ricordò della promessa di Spaulding di una visita medica privata. Senza notificare alle autorità il ritorno di Travis, Duane lo portò a Phoenix, martedì in tarda mattinata, dove si incontrarono con il dott. Lester Steward.
I Walton dissero che furono delusi nell'apprendere che Steward non era un medico come aveva promesso Spaulding, bensì un ipnoterapista. Spaulding e Steward riportarono successivamente che i Walton rimasero con loro per più di due ore, mentre i Walton insistevano di essere rimasti al massimo 45 minuti, molti dei quali furono passati a discutere sulle qualifiche mediche di Stewart. Il tempo trascorso con Steward, tempo dopo, sarebbe diventato un problema nel caso.

## La notizia del ritorno di Travis
Da martedì pomeriggio, la notizia sul ritorno di Travis fu resa pubblica. Duane ricevette una telefonata di Spaulding a cui disse di non disturbare nuovamente la sua famiglia. Clark scrive che dopo questa telefonata «Spaulding è diventato un nemico giurato del caso».
Tra le altre telefonate ricevute dopo la notizia del ritorno di Travis ce ne fu una di Coral Lorenzen del Aerial Phenomena Research Organization (APRO), un gruppo di ricerca privato sugli UFO. Lei promise a Duane che Travis sarebbe stato visitato da due medici — il medico generico Joseph Saults e il pediatra Howard Kandell — a casa di Duane. Duane accettò e gli esami cominciarono alle 15:30 del pomeriggio di martedì.
Clark scrisse che «tra la chiamata di Lorenzen e l'esame medico, un'altra parte sarebbe entrata nella storia e l'avrebbe complicata». Lorenzen fu contattata da un impiegato del National Enquirer, un tabloid americano noto per il tono sensazionalistico. L'impiegato dell'Enquirer promise di sovvenzionare le ricerche dell'APRO in cambio «della collaborazione e dell'accesso ai Walton». Poiché le risorse finanziarie dell'Enquirer erano molto maggiori di quelle dell'APRO, Lorenzen accettò l'accordo.
Gli esami medici rivelarono che Travis era essenzialmente in buona salute, ma c'erano due cose inusuali:
- Un piccolo punto rosso presso la piega del gomito destro di Travis, che era coerente con un'iniezione da ago ipodermico, ma i medici hanno osservato che il punto interessato non era nei pressi di una vena.
- L'analisi delle urine rivelò che c'era mancanza di chetone. Questo è insolito perché, dato che Travis era stato disperso per cinque giorni con poco o nessun alimento, come egli stesso diceva (e come pareva confermare la sua perdita di peso), il suo corpo avrebbe dovuto cominciare a rompere i grassi per sopravvivere e questo avrebbe portato ad alti livelli di chetone nelle urine. I critici sostengono che questa incoerenza è una prova contro l'autenticità dei fatti riferiti da Travis.

Travis avrebbe poi ipotizzato di essersi procurato la ferita sul gomito nel corso del suo lavoro, i critici avrebbero ipotizzato che il segno mostrava il punto in cui Travis (o qualcun altro) aveva iniettato la droga nel suo sistema. Clark tuttavia respinge come molto improbabile l'ipotesi di assunzione di stupefacenti, dato che i medici non ne riscontrarono alcun segno, ma egli stesso osserva che forse «è più difficile spiegarsi l'assenza di lividi, causati dalla caduta a terra di Travis dopo la collisione con il fascio di luce». Travis era stato un pugile dilettante, e successivamente osservò che raramente era stanco anche dopo combattimenti molto impegnativi.
Quando lo sceriffo Gillespie apprese del ritorno di Travis attraverso i mass media si arrabbiò. Gillespie ritenne di aver dimostrato la sua fiducia nel racconto di Travis con il suo annuncio dopo i test della verità. Duane, invece, era ancora più amareggiato dopo l'esito delle ricerche del fratello scomparso da parte della Polizia, che riteneva fiacche e svogliate.
Travis raccontò poi a Gillespie quello che era successo durante i cinque giorni in cui era stato assente. Era la prima volta che raccontava a qualcuno la sua storia, tranne che ai suoi familiari o agli amici intimi.

## Travis nell'UFO
Nel suo studio della letteratura riguardo ai rapimenti alieni, Terry Matheson scrive che «l'esperienza di Walton si distingue in virtù del fatto di non essere particolarmente bizzarra, per quanto riguarda i racconti di rapimenti».
Travis ha riferito che, dopo essersi avvicinato all'UFO vicino al luogo di lavoro, l'ultima cosa che ricorda fu di essere colpito da un fascio di luce. Quando si svegliò, Travis disse di trovarsi su un lettino. Una luce era accesa sopra di lui e l'aria era pesante e bagnata. Era nel panico e aveva difficoltà a respirare, ma il suo primo pensiero fu di trovarsi in un ospedale qualunque.
Quando tornò in sé, Travis disse di essersi reso conto di essere circondato da tre figure, ognuna delle quali indossava una tuta arancione. Le tre figure non erano umane; Travis li descrive come simili ai grigi che si trovano in alcuni racconti di rapimenti alieni: «più bassi di cinque piedi, e avevano la testa calva, senza capelli. Le loro teste erano a cupola, molto larghe. Sembravano dei feti [...] avevano occhi grandi (occhi enormi) quasi tutti marroni, senza la parte bianca. La cosa più spaventosa di quelle creature erano quegli occhi [...] mi stavano guardando». Le loro orecchie, naso e bocca «sembravano molto piccole, forse solo perché i loro occhi erano così grandi».
Preoccupato per la sua incolumità, Travis disse che saltò in piedi e urlò a quelle creature di stargli lontano. Afferrò un cilindro che sembrava di vetro da uno scaffale vicino e cercò di rompere la sua estremità per creare una sorta di coltello improvvisato, ma l'oggetto sembrava infrangibile, così cominciò invece ad agitarlo verso le creature come fosse un'arma. Le tre creature lo lasciarono nella stanza.
Matheson trova questa parte della storia tremendamente incoerente, notando che «a dispetto delle sue condizioni "deboli", il suo "corpo dolorante" e "il dolore nel suo cranio", malattie per cui non esiste causa, non ha alcuna difficoltà a saltare giù dal suo tavolo operatorio, per raccogliere un tubo di vetro fortuitamente vicino, e, assumendo un atteggiamento di lotta da karate, li spaventava con questa sorta di aggressione da macho, sufficiente almeno a costringerli a scappare».
Travis lasciò quindi la sua "sala operatoria" e attraversò un corridoio che lo portò in una stanza sferica, con solo una sedia con lo schienale alto posizionata nel mezzo. Anche se aveva paura che potesse esserci qualcuno seduto, Travis disse che ci camminò intorno. Appena fatto ciò, cominciarono ad apparire delle luci nella stanza. La sedia era vuota, così Travis decise di sedersi. Dopo averlo fatto, la stanza si riempì di luci, simile alle stelle di un planetario.
La sedia era attrezzata sul bracciolo sinistro con una singola leva spessa e corta con una maniglia stranamente sagomata in cima. Sul bracciolo destro, c'era uno schermo illuminato, giallo-verde di circa cinque centimetri quadrati con linee nere che si intersecavano da tutte le angolazioni.
Quando Travis tirò la leva, le stelle cominciarono a ruotare lentamente attorno a lui. Quando rilasciò la leva le stelle si fermarono nella posizione in cui si trovavano. Decise di fermarsi poiché non sapeva quello che stava facendo.
Si alzò dalla sedia e le stelle scomparvero. Travis pensò di vedere un contorno rettangolare sul muro arrotondato (forse una porta) e andò a cercarla.
Solo allora Travis sentì un suono dietro di lui. Si girò, aspettandosi le creature dai grandi occhi, ma fu piacevolmente sorpreso di vedere una figura umana alta, indossante una tuta blu con un casco di vetro. In quel momento, disse Travis, non si rese conto quanto fossero grandi gli occhi dell'uomo: più grandi del normale e di un colore oro brillante.
Travis riferì che fece all'uomo una serie di domande, ma l'uomo gli sorrise e fece segno di seguirlo. Travis precisò che, a causa del casco, l'uomo potrebbe non averlo udito, così egli seguì l'uomo in un corridoio che conduceva ad una porta che dava su una ripida rampa verso il basso di una grande sala, che Travis descrisse come simile a un hangar per aeromobili. Capì allora che stava uscendo da un mezzo a forma di disco, simile a quello che aveva visto nella foresta, appena prima di essere colpito dalla luce bluastra, ma questo sembrava due volte più grande.
Nella grande stanza simile ad un hangar, Travis vide altri mezzi a forma di disco. L'uomo lo portò in un'altra stanza, dove si trovavano altri tre esseri (una donna e due uomini) simili a quello con il casco di vetro, del quale tuttavia essi erano privi, così Travis cominciò a fargli domande. Risposero con lo stesso sorriso mostrato dalla creatura che l'aveva condotto fin lì.
Una volta seduti al tavolo, Travis vide che la donna teneva un dispositivo simile ad una maschera da ossigeno, che mise sulla faccia di Travis. Prima di potersi liberare, Travis perse conoscenza.
Quando si svegliò si trovava alla stazione di benzina di Heber, Arizona. Un disco stava volando appena sopra l'autostrada. Dopo un istante, l'oggetto sparì e Travis andò verso i telefoni e chiamò suo cognato Grant Neff. Pensava fossero passate solo poche ore.
Dopo aver finito di ascoltare la storia, Gillespie suppose che Travis avesse preso una botta in testa e fosse drogato, e fosse stato portato in un normale ospedale dove aveva confuso i dettagli degli esami di routine con qualcosa di più spettacolare. Travis negò, facendo notare che l'esame medico non aveva trovato alcuna traccia di trauma cranico o droga nel suo sistema. Travis disse allo sceriffo Gillespie che era disposto a fare il test della macchina della verità, ad assumere il siero della verità e a essere ipnotizzato per provare che diceva il vero. Gillespie decise che il poligrafo fosse sufficiente e promise di organizzarne uno in segreto, per evitare la crescita del circo mediatico.
Duane e Travis guidarono fino a Scottsdale, Arizona, dove incontrarono il consulente dell'APRO James A. Harder. Harder ipnotizzò Travis, sperando di scoprire più dettagli della sparizione. Clark scrive che «A differenza di molti altri rapimenti, tuttavia, la memoria conscia e il subconscio di Travis avevano la stessa 'memoria', che potevano rappresentare solo un massimo di due ore e forse meno, dei suoi cinque giorni mancanti. Curiosamente Walton [...] ha rilevato un blocco mentale impenetrabile e ha espresso l'opinione che egli sarebbe potuto 'morire' se la regressione fosse andata avanti».

## Esame al poligrafo cancellato e controversie
Nel frattempo, Spaulding annunciò che il "dott." Steward aveva interrogato Walton per due ore, e aveva trovato delle incoerenze nel racconto di Walton che avrebbero fatto «colpo in questa storia». La Phoenix Gazette scrisse un pezzo su Steward, in cui sostenne che «la paura di raccontare dei Walton» sottintende una menzogna studiata.
Lo sceriffo Gillespie organizzò un test della verità, ma quando l'esito trapelò alla stampa, Duane lo cancellò, pensando che Gillespie avesse infranto la promessa di segretezza dell'esame. Gillespie insisterà in seguito che non aveva detto a nessuno del poligrafo e che il caso era diventato troppo sensazionale per riuscire a tenere segreta la cosa a lungo.
Il National Enquirer voleva che Travis si sottoponesse alla macchina della verità il prima possibile, e ne preparò una, dopo che Duane insistette che lui e Travis avessero il veto su ogni comunicazione al pubblico dei risultati degli esami. Era più difficile pensare che Travis fosse troppo sconvolto per sottoporsi alla macchina della verità, ma l'esaminatore — John J McCarthy, del Arizona Polygraph Laboratory — disse che avrebbe tenuto conto dello stato nervoso di Travis.
Nell'intervista a Travis prima dell'inizio dell'esame, McCarthy ricevette due ammissioni: primo, aveva fumato marijuana un paio di volte, ma non era mai stato un consumatore regolare; secondo, lui e il fratello minore di Mike Rogers avevano subito un arresto per frode un paio di anni prima per aver alterato i salari. Questo era stato l'unico problema serio che aveva avuto con la legge — ma Travis rimase piuttosto imbarazzato per questo episodio. Per inciso, Philip J. Klass notò che Travis una volta affermava di essere andato in prigione per questo crimine, anche se aveva ricevuto due anni di libertà vigilata, poiché era stato il primo crimine.
Quindi McCarthy supervisionò l'esame al poligrafo, che fu anch'esso oggetto di controversie. Travis afferma che McCarthy si è comportato in maniera poco professionale, mentre McCarthy insiste nel dire che fu Travis che fallì al poligrafo e tentò di imbrogliare. Ad un certo punto, riferisce Travis, McCarthy chiese se Travis fosse "in collusione" con qualcuno per perpetrare una truffa. Travis disse lui di non conoscere quella parola, e McCarthy — riferisce Travis — rifece la domanda in maniera ostile e aggressiva, spiegando che collusione indicava la pianificazione o la cospirazione con qualcun altro, proprio come Travis aveva fatto per frodare sui salari e sviare le verifiche.
Dopo aver completato l'esame, McCarthy affermò che Travis stava mentendo. Clark cita il rapporto ufficiale di McCarthy: «In base alla sua reazione in tutti i grafici, è opinione di questo esaminatore che Walton, di concerto con gli altri, sta tentando di perpetrare una truffa sugli UFO, e che egli non è stato su un veicolo spaziale».
Successivamente Clark affermerà che «alle volte Travis tratteneva il fiato, nel tentativo di ingannare la macchina».
I Walton, l'APRO e il National Enquire decisero di tenere segreti i risultati di questo test, in larga parte a causa, secondo loro, dei dubbi riguardo ai metodi e all'obiettività di McCarthy. Otto mesi dopo, quando questa decisione venne resa pubblica, le accuse di inganno e di insabbiamento si intensificarono. Travis avrebbe sostenuto e superato due esami supplementari al poligrafo, sebbene i risultati eliminati del primo esame lo avrebbero messo in cattiva luce e se ne sarebbe fatta menzione in quasi ogni discussione sul caso fino al presente.
Quando Klass rese pubblico che il primo esame alla macchine della verità era stato cancellato, molti di quelli che avevano pensato che Travis avesse raccontato una storia vera (o al massimo che "sospettavano" fosse vera), riconsiderarono il caso in modo più scettico. Travis, Duane e i membri dell'APRO dissero che McCarthy era da biasimare, aveva messo in imbarazzo Travis, facendo domande irrilevanti in modo da creare le condizioni per ottenere un risultato negativo. Secondo Clark, le opinioni di riconosciuti esperti di poligrafo erano divise circa la validità dell'esame di McCarthy: Harry Reed ne supportò la validità, mentre lo psicologo David Raskin dell'Università statale dello Utah disse che il metodo di McCarthy era «vecchio di 30 anni».
Philip J. Klass — di professione giornalista dell'aviazione, ma anche noto studioso di UFO — lanciò una concertata e sostanziosa critica contro le affermazioni di Travis, sostenendo in particolare che c'era un pesante motivo finanziario sotto l'intera faccenda. Rogers sapeva che non sarebbe stato in grado di completare il lavoro con le autorità forestale, sostiene Klass, e architettò un sistema per invocare la clausola "atto di Dio", in modo da annullare il contratto senza essere in colpa. Altri sostengono che questa sia un'idea sbagliata, rilevando che l'inadempienza di un contratto di servizio forestale non era necessariamente la catastrofe descritta da Klass: Rogers non era riuscito a completare due dei suoi ultimi contratti con il servizio forestale, eppure era stato riassunto senza apparente pregiudizio. Inoltre, nonostante la sua ansia per il contratto, Rogers non ha mai invocato o tentato di invocare la clausola "atto di Dio" all'indomani della scomparsa di Travis.
Klass e altri notarono anche che The UFO Incident fu trasmesso sulla NBC appena poche settimane prima della sparizione di Travis. Questo film per la televisione trattava la ricostruzione del racconto dei Coniugi Hill, il primo caso fortemente pubblicizzato di rapimento alieno. Klass e altri ipotizzarono che Walton fosse stato ispirato dal programma. Naturalmente Walton negò di averlo visto, ma Klass osserva che Mike Rogers ne aveva visto almeno una parte. Clark sostiene che il racconto di Walton del tempo trascorso nell'UFO è abbastanza differente da quello raccontato dagli Hill, e che inoltre «non c'è una grande somiglianza tra il racconto di Walton e qualsiasi altro racconto che tratti di rapimento alieno» discusso pubblicamente fino al novembre 1975.

## Conseguenze
Nel 1978, Walton pubblicò The Walton Experience, in cui delinea la sua narrazione dell'evento e le sue conseguenze. Nello stesso anno, Bill Barry pubblicò The Ultimate Encounter, nel quale sostiene che i vari studiosi di alieni, specialmente Klass, non avevano delineato casi persuasivi e che Walton, e gli altri che sostengono di aver avuto esperienze simili, raccontano una storia che "credono" di aver vissuto.
Matheson sostiene che il libro di Walton contiene alcuni errori fondamentali che danneggiano gravemente il suo caso. Mentre Travis "si auto-proclama retto", e afferma di voler solo raccontare gli eventi e non "interpretarli", Matherson scrive che «il lettore vedrà immediatamente che la maggior parte del libro non è altro che altamente speculativa, pura ricostruzione immaginaria».
Per esempio, dopo essere svenuto a causa del raggio blu, Walton offre un preciso e romanzato dialogo che descrive la conversazione dei suoi amici dopo che erano fuggiti per la paura. Tuttavia Walton non precisa mai se sta parafrasando le loro parole basandosi su ciò che gli avevano raccontato, se li ha interrogati per stabilire cosa avessero detto, o se ha semplicemente supposto la loro conversazione. Matheson sostiene che questo rappresenta una «mancanza di preoccupazione per la precisione letterale che il lettore non può fare a meno di sospettare, questa è una caratteristica di tutto il lavoro».
Dopo che si placò l'iniziale furore, Walton rimase a Snowflake e divenne agente di commercio di una segheria; nel 1976 si sposò con Dana Rogers e da lei ha avuto sei figli. Al di là del film che racconta la sua vicenda, Travis ha fatto apparizioni occasionali nelle convention di UFO o in speciali televisivi.

## Fire in the Sky
Nel 1993 il libro di Walton fu adattato in un film, Bagliori nel buio (Fire in the Sky), diretto da Robert Lieberman e interpretato da D. B. Sweeney nel ruolo di Travis Walton e Robert Patrick nella parte di Mike Rogers. Clark scrive che il film ottiene un «moderato successo, critiche discordanti e denunce degli ufologi riguardo alle imprecisioni e alle esagerazioni». L'imprecisione maggiore riguarda il tempo trascorso sull'UFO, non avendo quasi nessuna somiglianza con la narrazione originale. Lo sceneggiatore Tracy Tormé inviò lettere a molti ufologi, sostenendo che le modifiche erano state richieste dai funzionari dello studio, e si scusò di tali modifiche, sostanziali rispetto alla narrazione di Walton.
Nella scena del film in cui gli abitanti del paese si riuniscono in chiesa per affrontare la situazione insieme allo sceriffo, al minuto 55:30 appare in un cameo il vero Travis Walton.
Walton e Mike Rogers fecero alcune apparizioni promozionali per lanciare il film; discussero con Klass durante il Larry King Live; in quell'occasione Klass perse la pazienza e chiamò Rogers «maledetto bugiardo». Nel suo libro, Clark non contestualizza la frase di Klass, lasciando quindi sconosciuto il motivo dell'insulto.
Sull'onda del rinnovato interesse generato dal film, Walton, Mike Rogers e Allen Dallis acconsentirono a fare un test al poligrafo su richiesta «dell'ufologo scettico, Jerry Black». Nuovamente i test furono condotti da Cy Gilson, e tutti gli uomini affermarono che gli eventi a cui si riferivano erano veri. Gilson concluse che tutti e tre gli uomini dicevano la verità riguardo alle loro risposte sugli eventi del 5 novembre 1975.
Al momento dell'uscita del film, Walton ristampò The Walton Experience con lo stesso titolo del film, arricchendolo con la confutazione dei commenti di Klass.

## Un testimone indipendente
Accadde un curioso episodio durante i primi avvenimenti pubblicitari del film. Walton fu contattato da un uomo che affermava di essere andato a caccia con la moglie nella stessa zona del rapimento di Travis. L'uomo raccontò che avevano visto il disco mentre sparava il raggio di luce blu, per poi sparire nel cielo. Come ufficiale attivo dell'intelligence militare, l'uomo disse che aveva riportato l'accaduto ai suoi superiori, i quali gli dissero di rimanere calmo fino a che i compagni di Walton non fossero stati effettivamente accusati di un crimine collegato alla scomparsa. Walton considerò plausibile la storia dell'uomo, e la raccontò a Tracy Tormé, che aveva scritto la sceneggiatura di Bagliori nel buio. Tormé chiese all'uomo di sottoporsi alla macchina della verità con la supervisione di Cy Gilson, che aveva già condotto i test sui compagni di Travis quasi venti anni prima.
Gilson pose all'uomo due insiemi di domande: il primo riguardante l'avvistamento dell'UFO e su quanto aveva affermato all'ufficiale dell'intelligence militare; il secondo chiedeva se fosse d'accordo con qualcuno (specificatamente Klass e/o il Committee for Skeptical Inquiry) per screditare Travis, e se il suo superiore avesse effettivamente ordinato all'uomo di tacere sull'UFO. L'uomo insistette che diceva la verità.
Gilson era invece dell'opinione che l'uomo mentisse su tutte le sue affermazioni e, inoltre, che aveva deliberatamente cercato di fuorviare Gilson e ingannare il poligrafo. Walton ipotizzò che se l'uomo avesse superato l'esame di Gilson, i suoi complici si sarebbero fatti avanti per screditare i metodi della Gilson e quindi screditare i taglialegna che erano stati ritenuti veritieri secondo gli esami della Gilson. Per corroborare tale sospetto esisteva il caso del Progetto Alpha, portato avanti nel 1979 da James Randi, il quale si proponeva di usare prestigiatori per dimostrare che i parapsicologi potevano essere ingannati con i giochi di prestigio. Tuttavia, nel Progetto Alpha, i prestigiatori sotto copertura erano obbligati ad ammettere l'inganno, se fosse stato loro chiesto direttamente se stavano fingendo. Ciò contrasta con il caso Walton del "testimone oculare", che affermava di dire la verità, anche quando gli è stato chiesto direttamente se stava mentendo.
Walton accusò Klass di aver preparato il testimone oculare apparentemente falso, ma Klass negò l'accusa: «non mi sarei mai impegnato in tale inganno, sapendo che se fosse stato scoperto avrei rovinato la mia reputazione di giornalista tecnico e di ricercatore di UFO».

## Argomenti degli scettici sul caso
- Travis Walton e i suoi colleghi sono stati sospettati di dipendenza da droghe leggere (hanno pubblicamente riconosciuto di aver consumato cannabis).
- Travis Walton è sospettato di aver inventato tutta questa storia per lucro.
- L'ipnosi regressiva non può essere considerata un metodo affidabile di indagine, perché potrebbe creare false memorie.

## Argomenti a favore
- Un medico locale ha confermato lo stato di estremo disorientamento e grave disidratazione di Travis quando ricomparve.
- Durante i numerosi interrogatori che subirono Travis e i suoi colleghi, le loro testimonianze non si contraddissero mai.
- Travis Walton ha accettato di sottoporsi al poligrafo noto come "macchina della verità". Per l'esperto che ha condotto il test, Travis è quanto meno convinto di dire la verità.
- La tribù di indiani Apaches, che abita nelle regioni circostanti la zona del rapimento, possiede alcune leggende antiche circa "spiriti del male" che periodicamente scenderebbero dal cielo su vascelli rossi per rapire bambini ignari e persone isolate. Gli ufologi hanno interpretato queste leggende come resoconti di effettive abduction avvenute nei secoli passati; ciò sottintenderebbe anche che gli alieni avrebbero visitato periodicamente quell'area da lungo tempo[28].